# Braux-Saint-Remy
Braux-Saint-Remy är en kommun i departementet Marne i regionen Grand Est (tidigare regionen Champagne-Ardenne) i nordöstra Frankrike. Kommunen ligger i kantonen Sainte-Menehould som tillhör arrondissementet Sainte-Menehould. År 2022 hade Braux-Saint-Remy 81 invånare.

## Befolkningsutveckling
Antalet invånare i kommunen Braux-Saint-Remy
| Referens: INSEE |